# Igreja de Nossa Senhora da Graça de Padrões
A Igreja de Nossa Senhora da Graça de Padrões é um monumento religioso na povoação de Senhora da Graça de Padrões, no concelho de Almodôvar, em Portugal.

## Descrição e história
O edifício enquadra-se na corrente artística do manuelino, apresentando vários elementos comuns nos imóveis construídos nos últimos anos do reinado de D. Manuel, embora com fortes influências vernaculares e populares. A igreja está disposta de forma longitudinal, com o volume da capela-mor mais baixo e estreito do que o da nave, e os corpos da torre sineira, no lado direito da igreja, e do baptistério, no lado esquerdo. A fachada principal é muito sóbria, terminando numa empena triangular, e sendo rasgada pelo portal de verga recta, em cantaria,, que tem sobre o lintel uma Cruz de Santiago e um pequeno óculo redondo. Sobre o portal também se encontram as inscrições de 1623 e 1877. A torre sineira é de especial interesse devido à sua configuração tipicamente quinhentista, que é visível principalmente na cobertura, que forma um coruchéu piramidal oitavado, rodeado por pináculos piramidais sobre os cunhais. Ambas as fachadas laterais da igreja possuem contrafortes.
O interior está disposto numa só nave, dividida em cinco tramos, divididos por arcos-diafragma de forma ogival. A capela-mor ostenta um altar setecentista, e é rematada por uma abóbada decorada com pinturas murais, que foram provavelmente executadas nos finais do período pombalino, e que apresentam uma grande influência palaciana. Destaca-se também o baptistério, de planta quadrada, e cobertura em cúpula.
A igreja foi construída durante a primeira metade do século XVI, podendo ter sido edificada em 1623, data que se encontra inscrita sobre o portal. Foi alvo de diversas campanhas de obras ao longo da sua história, que lhe modificaram a configuração, como a fachada e o volume da cabeceira, embora tenha mantido alguns elementos manuelinos. A outra data sobre o portal, de 1877, poderá assinalar uma destas intervenções.
Em 2017 o imóvel foi alvo de obras de requalificação, que custaram cerca de 60 mil Euros, e que tiveram como finalidade resolver diversos problemas de conservação. A intervenção incluiu a substituição da cobertura, a recuperação das paredes interiores, e a pintura interior e exterior.

## Ligações Externas
- Igreja de Nossa Senhora da Graça de Padrões na base de dados Ulysses da Direção-Geral do Património Cultural
- Igreja Paroquial de Nossa Senhora da Graça de Padrões / Igreja de Santa Bárbara na base de dados SIPA da Direção-Geral do Património Cultural